# Ulis Williams
Ulis C. Williams (ur. 24 października 1941 w Hollandale w stanie Missisipi) – amerykański lekkoatleta sprinter, mistrz olimpijski z Tokio z 1964.
Na igrzyskach olimpijskich w 1964 w Tokio zajął 5. miejsce w finale biegu na 400 metrów, ale w sztafecie 4 × 400 metrów wywalczył wraz z kolegami złoty medal i ustanowił rekord świata z rezultatem 3:00,7 (sztafeta biegła w składzie: Ollan Cassell, Michael Larrabee, Williams i Henry Carr).
Williams był mistrzem Stanów Zjednoczonych (AAU) w biegu na 440 jardów w 1962 i 1963, a także akademickim mistrzem USA (NCAA) na 440 jardów w 1963 i 1964 jako reprezentant Uniwersytetu Stanu Arizona.
Jego rekord życiowy na 400 m wynosił 45,0 s, ustanowiony 12 września 1964 w Los Angeles.